# Agrilus abductus
Agrilus abductus escaravelho perfurador de madeira metálico da família Buprestidae.  É encontrado na América Central e América do Norte.